# در این گوشه دنیا
در این گوشه دنیا (ژاپنی: この世界の片隅に هپبورن: Kono Sekai no Katasumi ni) یک مجموعه مانگا ژاپنی به طراحی و نوشته شده توسط فومی‌یو کونو است که در طی سال‌های ۲۰۰۷ تا ۲۰۰۹ در هفته‌نامه مانگا اکشن منتشر شده‌است. این مانگا زندگی «سوزو اورانو»، یک عروس جوان با خانواده جدیدش را که در حومه شهر کوره، هیروشیما زندگی می‌کند، در طول جنگ جهانی دوم دنبال می‌کند. این مانگا در سال ۲۰۱۱ به یک برنامه تلویزیونی ویژه تبدیل شده‌است. اقتباس فیلم انیمه به همین نام و تهیه شده توسط استودیو ماپا در سال ۲۰۱۶ منتشر شد.